# Boucomontiellus pelliculosus
Boucomontiellus pelliculosus är en skalbaggsart som beskrevs av Vladimir Balthasar 1932. Boucomontiellus pelliculosus ingår i släktet Boucomontiellus och familjen Aphodiidae. Inga underarter finns listade.